# Incisa in Val d'Arno
Incisa in Val d'Arno är en ort och frazione i kommunen Figline e Incisa Valdarno i provinsen Florens i regionen Toscana i Italien. 
Incisa in Val d'Arno upphörde som kommun den 1 januari 2014 och bildade med den tidigare kommunen Figline Valdarno den nya kommunen Figline e Incisa Valdarno. Den tidigare kommunen hade 6 377 invånare (2015).